# 陳敏之
陳敏之（英語：Sharon Chan Man Chi；1979年1月17日—），本名陳敏芝，香港女演員及主持，現為無綫電視經理人合約藝員，曾拍攝多套電視劇集，亦有主持時事、綜藝旅遊節目及音樂節目。她於1990年代初期以模特兒身分入行，及至2001年加入TVB後才開始嶄露頭角。她以擁有43吋長腿聞名，獲譽為「索腿天后」。

## 生平
陳敏之原籍廣東省中山市，曾就讀於聖母無玷聖心學校及東華三院馮黃鳳亭中學。擁有高挑身材的她，1994年入行當兼職模特兒，1999年成為小室哲哉在香港的五名徒弟之一，2001年加入香港無綫電視，成為旗下藝員。初期她在《全線大搜查》擔任主持，並在劇集中饰演跑龍套角色，后逐渐飾演戏份较多的配角，再加上樣貌與歌手陳慧琳相似而開始爲人熟悉。2004年，她在劇集《下一站彩虹》開始為觀眾所認識和讚賞，她凭《下一站彩虹》首度獲提名《2004年度万千星辉贺台庆》「本年度我最喜爱的飞跃进步女艺员」，亦因此劇而被高層樂易玲賞識，隨後成為無綫電視經理人合約藝員。2005年，她亦凭劇集《天涯侠医》首度獲提名《2005年度万千星辉贺台庆》「最佳女配角」。
2007年，陳敏之在古装武侠剧集《强剑》首度担任女主角，饰演冷酷的「莫问」，与鄭嘉穎合演情侣。她凭借《强剑》中的「莫问（司马雪）」一角首度提名《万千星輝頒獎典禮2007》「最佳女主角」。2009年，她在劇集《美麗高解像》裡飾演的「唐可儿（Cally）」因長期服食K仔而令她公開失禁。此劇情引來網民注意和討論，不少網民讚其演技大有进步和精湛，更憑該角色獲提名《万千星輝頒獎典禮2009》「最佳女配角」和《MY AOD我的最爱頒獎典禮》「我的最爱电视女配角」（最后十强）。
2011年，陳敏之在《怒火街頭》中性工作者「何利貞（索腿天后）」，以上身只圍毛巾拍攝街上追逐戲，使觀眾印象難忘，亦因此劇而被封為“索腿天后”。但因拍攝期間跣倒且撞向渠蓋，導致鎖骨骨折，後在家養病期間感到不適，送院檢查始發現腎功能出問題。康復後，她憑該角色获頒《MY AOD我的最爱颁奖典礼2011》及《万千星辉颁奖典礼2011》“最佳女配角”奖。2013年，她时装喜剧《熟男有惑》擔任女主角；同年在《My盛Lady》飾演“袁萱”一角，並憑主唱的插曲《想一天》获取《新浪微博（香港）微博之星2013》「微博给力电视剧歌曲」。2014年，她出席活動時表示會簽約唱片公司兩年，會推出福音專輯，成為影、視、歌三棲藝人。
2015年，陳敏之宣佈減少拍攝劇集，將重心放在家庭和打理餅乾店生意；年尾推出了兩首歌曲，數碼母帶處理由日本錄音室「Bernie Grundman Mastering Tokyo」負責人山崎翼（Tsubasa Yamazaki）親自主理。2017年，她產後復出接拍無綫重頭劇《溏心風暴3》中飾演「黃以愛（Venus）」一角，首次擔演小三角色而成為劇中亮點，成熟演技令其人氣再次急升。2018年，她與胡諾言應邀擔任《流行經典50年》主持，取代湯寶如及曹永廉主持位置；2019年又跟林盛斌及楊潮凱一同主持資訊節目《BB要健康》；近年成為監製文偉鴻及劉家豪的常用演員。

## 家庭
2014年10月1日，陳敏之與拍拖十年的圈外男友雷偉信（William）結婚，兩人於峇里舉行婚禮。2016年7月1日，她於社交網站中宣佈懷孕5個月，同年12月21日於社交網站中宣布誕下7磅重的兒子。因當日為冬至，因此以「冬至」作為兒子小名，後正式定名為雷子樂。
2017年10月，陳敏之帶同兒子探望圈中好友胡杏兒及初出生的兒子。同年12月，陳接受訪問時透露原來年初拍攝《溏心風暴3》時，兒子才3個月大，她仍要餵人奶，她想同時兼顧家庭及事業，拍攝時要一邊看劇本，一邊泵奶，她更笑說：「超額完成，全靠意志力。」她說完成後更有女超人的感覺。

## 商業投資
陳敏之曾投資開辦曲奇餅店，後遭債主入稟申請清盤。

## 演出作品

### 電視劇（無綫電視）
| 首播                    | 劇名             | 角色                               |
| 2002年                  |                  |                                    |
| 4月15日—5月10日         | 情事缉私档案     | 葉浩瑩（Mon）                      |
| 10月14日至11月8日       | 絕世好爸         | 蕭顯華老細 的秘書                  |
| 2003年                  |                  |                                    |
| 6月2日─7月11日          | 衛斯理           | 林帶玉                             |
| 6月30日─7月25日         | 金牌冰人         | 范芷蕎                             |
| 7月14日—8月15日         | 律政新人王       | Mary                               |
| 12月22日－2004年1月16日 | 花樣中年         | 少 女                              |
| 2004年                  |                  |                                    |
| 6月13日-7月8日          | 心慌·心郁·逐個捉 | 方敏妤（Michelle）                 |
| 4月26日-5月21日         | 下一站彩虹       | 關碧瑤（Ella）                     |
| 11月15日-12月26日       | 天涯俠醫         | 高小柔（YoYo）                     |
| 2005年                  |                  |                                    |
| 10月17日-11月25日       | 胭脂水粉         | 汪曉晴                             |
| 2006年                  |                  |                                    |
| 1月5日-2月25日          | 覆雨翻雲         | 虛夜月                             |
| 5月15日-6月9日          | 飛短留長父子兵   | 高卓琪（Choco）                    |
| 4月10日-2007年3月10日   | 高朋滿座         | 蘇 花（Anita）                     |
| 11月6日－12月15日       | 東方之珠         | 常美麗（Carol）                    |
| 2007年                  |                  |                                    |
| 7月9日－8月3日          | 強劍             | 莫問（司馬雪）                     |
| 11月5日－12月1日        | 鐵咀銀牙         | 儀貴妃（皇后）                     |
| 2008年                  |                  |                                    |
| 4月21日-5月16日         | 原來愛上賊       | 江 翹（Katie）                     |
| 5月19日-6月28日         | 法證先鋒II       | 巢沛麗                             |
| 12月8日－2009年1月2日   | Click入黃金屋    | 黎佩慈（Pansy）                    |
| 2009年                  |                  |                                    |
| 10月19日－12月13日      | 富貴門           | 戴亦欣（Yan）                      |
| 12月14日－2010年1月8日  | 美麗高解像       | 唐可兒（Cally）                    |
| 2010年                  |                  |                                    |
| 4月5日—5月1日           | 搜下留情         | 張思敏（Jasmine）                  |
| 8月23日－10月3日        | 公主嫁到         | 永河公主（大公主）                 |
| 2011年                  |                  |                                    |
| 5月30日－6月24日        | 怒火街頭         | 何利貞（索腿天）                   |
| 2012年                  |                  |                                    |
| 2月27日－4月1日         | 東西宮略         | 夏迎春（西宮娘娘）                 |
| 3月19日－4月13日        | 當旺爸爸         | 雷 強                              |
| 7月9日－8月10日         | 回到三國         | 小 喬                              |
| 7月30日-8月25日         | 怒火街頭2        | 何利貞（貞貞、索腿天）             |
| 12月18日－2013年1月19日 | 法網狙擊         | 艾美辰                             |
| 2013年                  |                  |                                    |
| 1月2日－1月31日         | 談談情·練練武    | Gigi                               |
| 6月17日－7月12日        | 熟男有惑         | 顧嘉瑩（Kay）                      |
| 7月15日－9月8日         | 衝上雲霄II       | Pansy                              |
| 11月25日－12月20日      | My盛Lady         | 袁 萱／ 董顏麗卿（Vivian）（青年） |
| 2014年                  |                  |                                    |
| 6月2日－7月11日         | 點金勝手         | 何雙怡（Chur姐）                   |
| 8月25日－10月3日        | 使徒行者         | 莫羡昕（Yan）                      |
| 2017年                  |                  |                                    |
| 2月6日－3月3日          | 親親我好媽       | 文嘉熙（Claire）                   |
| 11月27日－2018年1月19日 | 溏心風暴3        | 黃以愛（Venus）                    |
| 12月10日－2018年2月11日 | 性在有情         | 林靜兒                             |
| 2019年                  |                  |                                    |
| 4月1日－5月10日         | 鐵探             | 蘇慧雅（Carrie）                   |
| 10月14日－11月23日      | 解決師           | 項頌如                             |
| 2020年                  |                  |                                    |
| 2月17日－3月27日        | 法證先鋒IV       | 藍嘉美 （Dr. Nam、Sammy）          |
| 2022年                  |                  |                                    |
| 5月1日－5月29日         | 廉政行動2022     | 鍾麗冰（冰姐）                     |
| 9月5日－9月30日         | 黯夜守護者       | 盧倩雯（Da姐）                     |
| 2023年                  |                  |                                    |
| 11月20日－12月22日      | 新聞女王         | 葉 晨（Lisa）                      |
| 2025年                  |                  |                                    |
| 6月23日－7月25日        | 執法者們         | 陸泳彤                             |

### 節目（無綫電視）
| 首播     | 劇名       |
| 2002年   |            |
| 1月－4月 | 香港鬆一鬆 |

### 電影
| 首播   | 片名                              | 角色       |
| 2001年 | 《月滿抱西環》                    | 鍾志傑妻子 |
| 2001年 | 《殺科》                          |            |
| 2002年 | 《九個女仔一隻鬼》                |            |
| 2002年 | 《風流家族》                      |            |
| 2002年 | 《狂野臥底》                      |            |
| 2002年 | 《枕邊兇靈》                      |            |
| 2002年 | 《乾柴烈火》                      |            |
| 2003年 | 《非典人生》                      |            |
| 2006年 | 「人生熱線影院」系列1《隱形鬥室》 |            |
| 2013年 | 《第一次不是你》                  | 芸姐       |
| 2018年 | 《起底組》                        |            |

### 舞台劇
| 年代   | 劇名     | 角色 |
| 2009年 | 《柬約》 |      |

### 節目主持（無綫電視）
- 2001年：《星晨旅遊華東真的感受》
- 2002年：《娛樂大搜查》
- 2002年：《優質生活派》
- 2003年：《馬爾代夫探索之旅》
- 2004年：《山青水秀匯名城》
- 2005年：《迷上冰皮新配搭》
- 2005年：《廢事話你知》
- 2006年：《Forevermark美鑽解碼]]》
- 2006年：《番禺玩樂新體驗》
- 2007年：《健康生活一分鐘》
- 2007年：《萬千星輝賀台慶2007》
- 2007年：《事必關己》
- 2008年：《萬千星輝賀台慶2008》
- 2009年：《財智達人》
- 2009年：《Fun識基本法》
- 2010年：《為食一條街》
- 2011年：《香港玄案》
- 2011年：《香港先生選舉》
- 2011年：《萬千星輝賀台慶2011》
- 2011年：《千奇百趣省港澳》
- 2013年：《新春自家菜》
- 2013年：《2013國際中華小姐競選》
- 2014年：《星級健康》（星級健康2）
- 2015年：《星級打工時代》（星級健康3之星夢成真）
- 2016年：《Sunday好戲王》
- 2017年：《big big大廚節慶盛宴》
- 2018年：《流行經典50年》
- 2018年：《到此一遊 台北》
- 2019年：《BB要健康》
- 2019年：《仨心友行》
- 2020年：《今晚請客》
- 2023年：《爸知弊！你嚟湊吖！》

### 音樂錄影帶
- 1997年：胡諾言 - 忘記時空
- 1997年：張智霖 - 我也喜歡你
- 2000年：陳敏之 - 一息間的放縱
- 2001年：謝霆鋒 - 玉蝴蝶
- 2002年：陳小春 - 大地回春
- 2002年：黃家強 - 信則有
- 2004年：李克勤 - 六呎風雲
- 2006年：陳敏之 - 逐格重播
- 2006年：許志安 - 豬先生
- 2007年：李克勤 - 紙婚
- 2014年：沈震軒 - 換個他

## 音樂作品

### 個人歌曲
| 年代   | 歌名         | 電視劇                   | 電影                           | 性質           | 收錄                   |
| ------ | ------------ | ------------------------ | ------------------------------ | -------------- | ---------------------- |
| 2000年 | 一息間的放縱 |                          |                                |                |                        |
| 2006年 | 耶和華是愛   |                          | 電影《愛裏沒有懼怕之恐懼森林》 | 主題曲         |                        |
| 2006年 | 秋雨甘霖     |                          | 影音使團「人生熱線影院」       | 電影系列主題曲 | 收錄在《天使心》大碟中 |
| 2006年 | 逐格重播     | 無綫電視劇《樓住有情人》 |                                | 主題曲         | 收錄於《金牌女兒紅》   |
| 2013年 | 想一天       | 無綫電視劇《My盛Lady》   |                                | 插曲           |                        |
| 2013年 | 這首歌       | 無綫電視劇《My盛Lady》   |                                | 插曲           |                        |
| 2015年 | 出於污泥     |                          |                                |                |                        |
| 2015年 | 耳邊風       |                          |                                |                |                        |
| 2016   | 講           | 無綫電視劇《性在有情》   |                                | 主題曲         |                        |

## 著作
| 年代   | 書名         | 出版社             |
| ------ | ------------ | ------------------ |
| 2008年 | 《戀愛敏感》 | ISBN 9789889990565 |

## 無綫月曆
- 2006年 - 5/6月
- 2007年 - 10月
- 2008年 - 9月
- 2009年 - 6月
- 2013年 - 3月
- 2014年 - 7月

## 獎項
| 年份   | 頒獎/機構                        | 獎項               | 作品         | 角色   | 結果 |
| ------ | -------------------------------- | ------------------ | ------------ | ------ | ---- |
| 2011年 | MY AOD我的最愛頒獎典禮           | 我的最愛電視女配角 | 《怒火街頭》 | 何利貞 | 獲獎 |
| 2011年 | 萬千星輝頒獎典禮                 | 最佳女配角         | 《怒火街頭》 | 何利貞 | 獲獎 |
| 2012年 | 壹電視大獎                       | 最搶戲女配角       | 不適用       | 不適用 | 獲獎 |
| 2014年 | 新浪微博（香港）微博之星2013     | 微博給力電視劇歌曲 | 《想一天》   | 不適用 | 獲獎 |
| 2014年 | 星和無綫電視大獎2014             | 我最愛TVB女配角    | 《點金勝手》 | 何雙怡 | 獲獎 |
| 2014年 | TVB 馬來西亞星光薈萃頒獎典禮2014 | 最喜愛TVB女配角    | 《使徒行者》 | 莫羨昕 | 獲獎 |
| 2014年 | TVB 馬來西亞星光薈萃頒獎典禮2014 | 最喜愛TVB電視角色  | 《使徒行者》 | 莫羨昕 | 獲獎 |

## 出席活动
- 2014年8月：中国（浙江）互动电视节开幕式（同行嘉宾：萧正楠、李诗韵）
- 2014年9月：家·年华 第三届中山美居文化博览会

## 外部連結
- 陳敏之官方影迷會＊Sharon Home＊ （页面存档备份，存于）
- 陳敏之 TVB廣播
- 陳敏之的新浪微博
- YouTube上的陳敏之 Sharon Chan頻道
- 陳敏之的Facebook專頁
- 陳敏之的Instagram帳戶
- 陳敏之的小紅書帳戶
- 陳敏之在香港影庫上的簡介